# Mal'aria (romanzo)
Mal'aria è un romanzo del 1998 dell'autore italiano Eraldo Baldini, vincitore del Premio Fregene. Dal libro è stata tratta la miniserie omonima in due puntate, andata in onda su RAI 1 i giorni 14 e 15 aprile 2009.

## Trama
Nell'ottobre del 1925 Carlo Rambelli, ispettore del Ministero della sanità, viene mandato da Roma in un'area della provincia di Ravenna al confine con le Valli di Comacchio per indagare su una sospetta epidemia di malaria. Appena è giunto nel paese di Spinaro, viene trovato morto, probabilmente suicida, il dottor Bonini, medico condotto del posto che avrebbe potuto fornirgli informazioni utili sulla situazione sanitaria. A Spinaro detta legge Oreste Bellenghi, ex squadrista e amico personale di Farinacci, che malgrado le frasi di convenienza appare poco collaborativo con Rambelli, come del resto lo è la maggior parte della popolazione; tra le poche eccezioni vi è Elsa Corzani, la giovane donna di servizio del medico deceduto. Avendo appurato che a Spinaro non è in corso alcun'epidemia, il dottor Rambelli si reca nell'insediamento di Lagonero, un villaggio di casoni abitato da braccianti che lavorano nelle risaie, e qui incontra un uomo in preda alle febbri. Suo nipote Giorgio Conti, un giovane sveglio, vorrebbe confidarsi con Carlo, ma è interrotto dall'arrivo di Bellenghi, che lo bolla come un pericoloso sovversivo.
Nel vicino paese di Sant'Andrea, nella cui parrocchia ricadono Spinaro e Lagonero, Rambelli consulta gli archivi parrocchiali e scopre che sette bambini sono morti di malaria in un brevissimo lasso di tempo il mese precedente, dopodiché non ci sarebbero più stati decessi; essi sarebbero morti all'ospedale di Ravenna, ma dai registri del nosocomio il loro ricovero non risulta. L'anziano dottor Ridolfi gli confida che la lotta antimalarica, nonostante le leggi approvate dal parlamento e gli ingenti stanziamenti statali, non è stata condotta con efficienza, in parte perché i proprietari terrieri vogliono trarre il massimo guadagno dalle risaie a scapito delle condizioni sanitarie dei lavoratori, in parte perché la popolazione meno istruita preferisce affidarsi a pratiche magico-folcloriche più che alla medicina moderna e in parte per appropriazioni indebite di Bellenghi e dei suoi sodali. 
Elsa, che è attratta dal funzionario ministeriale e cerca di sedurlo per riuscire ad andarsene da Spinaro e sottrarsi alle invadenti attenzioni di Bellenghi, decide di sedurre Carlo a tutti i costi, sebbene questi sia sposato, arrivando a ricorrere agli incantesimi della vecchia Ubalda la fattucchiera. Quando la rivede, Carlo si abbandona alla passione; le confida i sospetti dell'anziano medico, ma la giovane gli dice che c'è dell'altro, e che glielo rivelerà se la porterà con sé a Roma. Avendo avuto tale assicurazione, Elsa porta Carlo a disseppellire le bare dei sette bambini nel cimitero di Spinaro, e le trova vuote; gli spiega che i fanciulli sono stati affogati nella palude come sacrificio alla Borda per far cessare l'epidemia. I corpi vengono poi ritrovati da Elsa e Carlo grazie alle indicazioni di Giuseppe Fucci, un bambino che ha visioni dei morti e che viene visitato dal dottor Ridolfi, ma sopraggiunge anche Bellenghi con i suoi seguaci, che per eliminare i due testimoni (giacché era stato il responsabile della strage) li fa inchiodare al suolo melmoso della valle con paletti di legno nelle mani e nei piedi, così come aveva messo a tacere per sempre il dottor Bonini, Giorgio, il dottor Ridolfi, Giuseppe e la sua famiglia.

## Edizioni
- Eraldo Baldini, Mal'aria, Milano, Frassinelli, 1998.
- Eraldo Baldini, Mal'aria, collana Frassinelli Paperback. Narrativa, n. 6, Milano, Frassinelli, 2003, ISBN 88-8274-467-1.
- Eraldo Baldini, Mal'aria, collana Frassinelli Paperback. Narrativa, n. 6, Milano, Frassinelli, 2008, ISBN 978-88-6061-429-2.
- Eraldo Baldini, Mal'aria, in Trilogia del Novecento. Nostra signora delle patate; Terra di nessuno; Mal'aria, collana Super ET, Torino, Einaudi, 2016, ISBN 978-88-06-22151-5.